# Hans Nilsson (piragüista)
Hans Evert Nilsson (Nyköping, 5 de septiembre de 1946) es un deportista sueco que compitió en piragüismo en la modalidad de aguas tranquilas. Ganó una medalla de bronce en el Campeonato Mundial de Piragüismo de 1970 en la prueba de K4 10 000 m.
Participó en dos Juegos Olímpicos de Verano en los años 1968 y 1972, su mejor actuación fue un cuarto puesto logrado en México 1968 en la prueba de K4 1000 m.

## Palmarés internacional
| Campeonato Mundial | Campeonato Mundial     | Campeonato Mundial | Campeonato Mundial |
| Año                | Lugar                  | Medalla            | Evento             |
| ------------------ | ---------------------- | ------------------ | ------------------ |
| 1970               | Copenhague (Dinamarca) | Medalla de bronce  | K4 10 000 m        |